# Henk Roodenburg
Hendrikus Elias (Henk) Roodenburg (Den Haag, 23 juli 1895 – Wassenaar, 27 april 1987) was een Nederlands schilder en etser.

## Leven en werk
Henk Roodenburg was de oudste zoon van letterzetter en boekdrukker Theodorus Johannes Roodenburg en Everdina Hendrika de Bode. Hij leerde etsen van de graficus Philip Zilcken, maar was verder als kunstenaar autodidact. Hij schilderde en etste onder meer landschappen, bloemen en stillevens, maar kreeg vooral bekendheid door zijn stadsgezichten van onder meer Amsterdam, Rotterdam, Gorinchem en Utrecht. In de jaren 60 kon men bij Nutroma sparen voor een koffie- en ontbijtservies van Villeroy & Boch. Op het servies waren Roodenburgs zwart-wittekeningen van Amsterdamse stadsgezichten afgebeeld.
Roodenburg was lid van een aantal kunstenaarsverenigingen, waaronder Arti et Amicitiae en Sint Lucas in Amsterdam en Pulchri Studio in Den Haag. In het boek H.E. Roodenburg (1895-1987): topografisch etser wordt een overzicht gegeven van het grafisch werk van Roodenburg.
- Biografisch Portaal: 86752205
- Digitale Bibliotheek voor de Nederlandse Letteren: rood026
- Gemeinsame Normdatei: 174354177
- Nederlandse Thesaurus van Auteursnamen: 06773135X
- RKD-Nederlands Instituut voor Kunstgeschiedenis: 67987
- Virtual International Authority File: 288995331
- WorldCat: E39PBJxCwkWPgtBjCRVVWGcHG3